# Єгор Андрюшин
Єгор Андрюшин (*3 лютого 1999, Київ) — український візажист, блогер та співак. Став відомим завдяки співпраці із зірками українського шоу-бізнесу, а також коротким відео з однойменного youtube-каналу, де він показує зірок до та після макіяжу. Засновник бренду косметичних засобів «Elan x Egor Mua».

## Біографія
Народився 3 лютого 1999 року у Києві, деякий час жив у Бучі. Має освіту диригента.
У листопаді 2011 року створив Youtube-канал «Egor Mua», для якого знімав російськомовні відео з оглядами та експериментами з макіяжем, які згодом видалив.
В дитинстві піддавався булінгу та знущанням з боку однокласників, що, за словами Єгора, дало йому поштовх до творчості.
Андрюшин робив макіяж для Насті Каменських, Наталі Могилевської, Ірини Білик, Анни Трінчер, Джамали, Володимира Дантеса, Олі Цибульської, Тетяни Песик, Злати Огнєвич та інших.
З 2024 року почав записувати пісні про пошук себе та креативність. До 2025 року створив 4 сингли та кліпи до них. Найуспішнішим став сингл «Шаблон».
У серпні 2024 року дав інтерв'ю для проєкту «Говорить Суханов»"[значущість факту?].
17 травня 2025 року був запрошений до передшоу Євробачення 2025 як зірковий гість.

## Дискографія

### Сингли та відеокліпи
- «Несамовиті» (2024)
- «По колу» (2024)
- «Ти не знайдеш кохання» (2024)
- «Шаблон» (2024)
- «Краса в тобі» (2025)

## Особисте життя
Єгор небагато розповідає про особисте життя. У інтерв'ю заявляв, що не вірить у кохання та дружбу у шоу-бізнесі.